# Nuoto ai I Giochi asiatici
Il nuoto ai I Giochi asiatici vide lo svolgimento di 8 gare, tutte maschili.

## Medagliere
| #      | Nazione   | Oro | Argento | Bronzo | Totale |
| ------ | --------- | --- | ------- | ------ | ------ |
| 1      | Singapore | 4   | 2       | 0      | 6      |
| 2      | Filippine | 3   | 5       | 5      | 13     |
| 3      | India     | 1   | 1       | 3      | 5      |
| Totale | Totale    | 8   | 8       | 8      | 24     |

## Podi
| Evento        | Oro                                                              | Prestazione | Argento                                                                    | Prestazione | Bronzo                                                   | Prestazione |
| Stile libero  |                                                                  |             |                                                                            |             |                                                          |             |
| 100 m         | Sachin Nag                                                       | 1′04″7      | Wiebe Wolters                                                              | 1′04″7      | Sotero Alcantara                                         | 1′04″8      |
| 400 m         | Neo Chwee Kok                                                    | 5′13″8      | Mohammad Mala                                                              | 5′31″4      | Bimal Chandra                                            | 5′32″5      |
| 800 m         | Neo Chwee Kok                                                    | 11′02″2     | Serafin Villanueva                                                         | 11′25"5     | Mohammad Mala                                            | 11′30″7     |
| 1500 m        | Neo Chwee Kok                                                    | 21′43″6     | Mohammad Mala                                                              | 22′17"5     | Serafin Villanueva                                       | 22′21″7     |
| Dorso         |                                                                  |             |                                                                            |             |                                                          |             |
| 100 m         | Artemio Salamat                                                  | 1′16″3      | Khamlillal Shah                                                            | 1′17″0      | Edilberto Bonus                                          | 1′17″4      |
| Rana          |                                                                  |             |                                                                            |             |                                                          |             |
| 200 m         | Jacinto Cayco                                                    | 2′54″4      | René Amabuyok                                                              | 2′54″8      | Jehangir Naigamwalla                                     | 3′11″0      |
| Staffette     |                                                                  |             |                                                                            |             |                                                          |             |
| 4x100 m       | Singapore Neo Chwee Kok Lionel Chee Wiebe Wolters Barry Mitchell | 4′19″8      | Filippine Sotero Alcantara Norhatab Rajah Serafin Villanueva Mohammad Mala | 4′23"2      | India Sachin Nag Isaac Mansoor Sambhu Saha Bimal Chandra | 4′28″8      |
| 3x100 m mista | Filippine Jacinto Cayco Norhatab Rajah Artemio Salamat           | 3′36″5      | Singapore Lionel Chee Neo Chwee Kok Tan Hwee Hock                          | 3′39″5      | India Sachin Nag Khamlillal Shah Jehangir Naigamwalla    | 3′43″6      |